# Wróblew (powiat sieradzki)
Wróblew – wieś w Polsce, położona w województwie łódzkim, w powiecie sieradzkim, w gminie Wróblew, przy szosie z Sieradza do Kalisza w odl. 9 km od Sieradza.
W latach 1975–1998 miejscowość należała administracyjnie do województwa sieradzkiego.
Miejscowość jest siedzibą gminy Wróblew.

## Integralne części wsi
| SIMC    | Nazwa           | Rodzaj    |
| ------- | --------------- | --------- |
| 0720088 | Józefka         | część wsi |
| 0720094 | Poduchowne      | część wsi |
| 0720102 | Wróblew-Kolonia | część wsi |

## Historia
Gniazdo rodu Wróblewskich h. Lis. Później właścicielami majątku byli Malscy z Małego h. Nałęcz, w XIX w. Załuskowscy h. Rola, Piątkowscy, Majchrzyccy i Nieniewscy. Zespół dworski znajdował się w zach. części wsi. Była to budowla na kopcu otoczonym fosą. Nie ma już po niej śladu. Wieś po raz pierwszy wspomniana w dokumentach w 1330 r. Erekcja parafii w XIV w.
W połowie stycznia 1940 r. Niemcy rozpoczęli akcję wysiedlania chłopów z lepszych gospodarstw. Wywieźli wtedy 72 rodziny polskie z Wróblewa, sprowadzając na ich miejsce Niemców z Wołynia.

## Zabytki
- Kościół św. Piotra i Pawła zbudowany został, staraniem plebana Macieja Węgierskiego, w 1804 r. na miejscu poprzedniego z XVII w. i pierwszego – prawdopodobnie z I poł. XIV w. Restaurowany w 1881 r. i przebudowany po 1930 r. Drewniany, konstrukcji zrębowej, oszalowany. Jednonawowy z węższym prezbiterium zamkniętym wielobocznie. Sklepienie pozorne kolebkowe wsparte na słupach. Na belce tęczowej krucyfiks zapewne z XVI w. Drzwi wejściowe z dekoracją klasycystyczną. Ołtarz główny z początku XIX w., w nim obrazy: MB adorującej Dzieciątko z 1627 r. oraz MB Bolesnej (ufundowany przez Cypriana Nieniewskiego) malowany na desce przez Wojciecha Gersona z adnotacją na odwrocie: „Malował Wojciech Gerson, Warszawa r. 1866”. Chrzcielnica kamienna z XVI w. typu kielichowego, późny gotyk, ozdobiona stylizowanymi, lekko wypukłymi liśćmi, ujętymi w kształt koszyczka. Na zdobionym wałku herby: Nałęcz, Wieniawa i nieczytelny.
- Na cmentarzu neoklasycystyczna kaplica grobowa pw. św. Augustyna rodziny Nieniewskich z 1860 r. ufundowana przez Cypriana Nieniewskiego, dziedzica wsi Sędzice przekazana przez właścicieli 17 stycznia 1974 r. na potrzeby parafii oraz grobowiec, w którym spoczywa Ignacja Piątkowska ze Smardzewa. Przy przeciwległym od wejścia murze – kaplica grobowa Feliksa Jasieńczyk Radońskiego (1859–1926), dziedzica Kobierzycka z popiersiem zmarłego

## Turystyka
Przez miejscowość przebiega turystyczny szlak im. Władysława Reymonta (zielony).

## Galeria

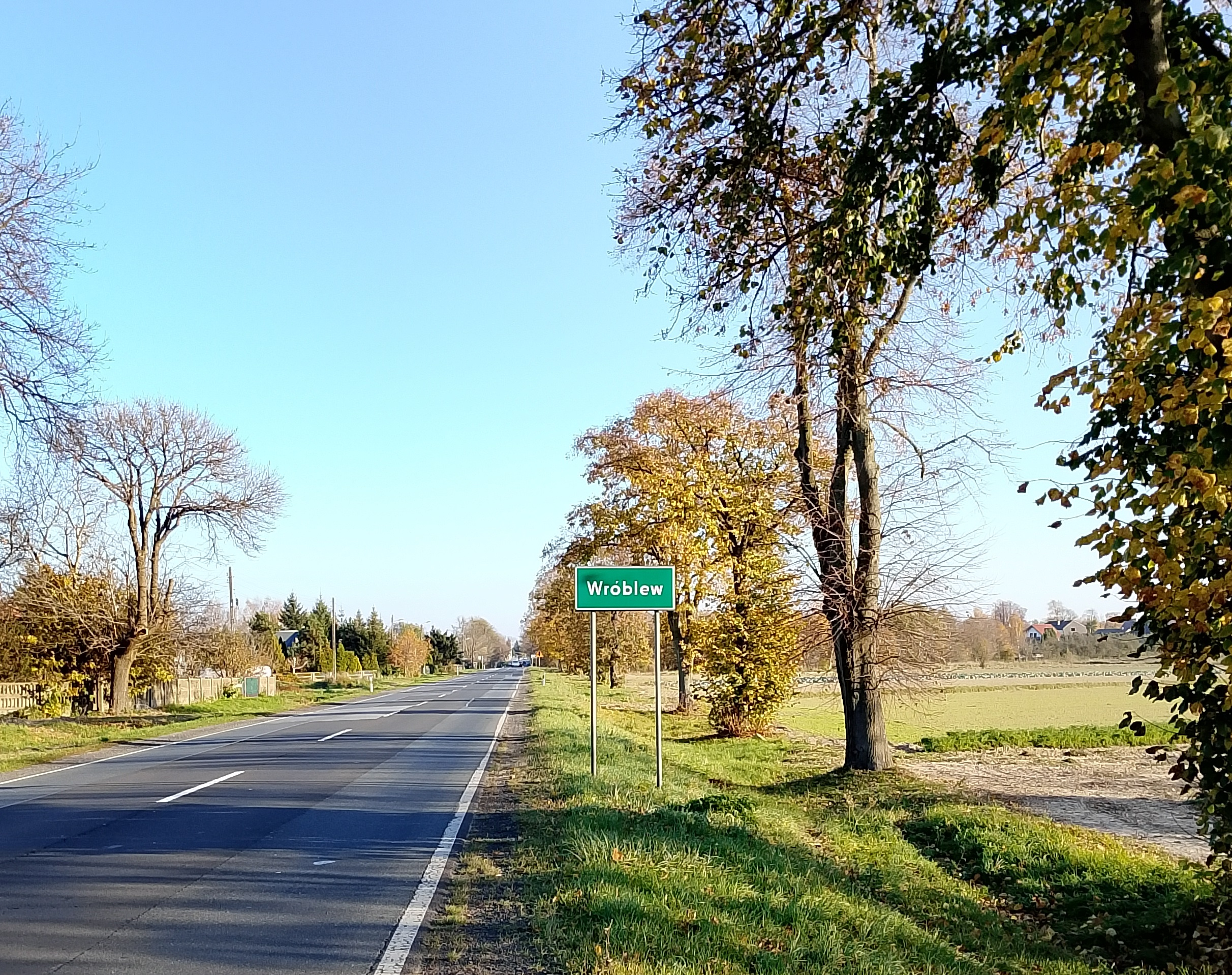
Wjazd do Wróblewa od strony Błaszek.
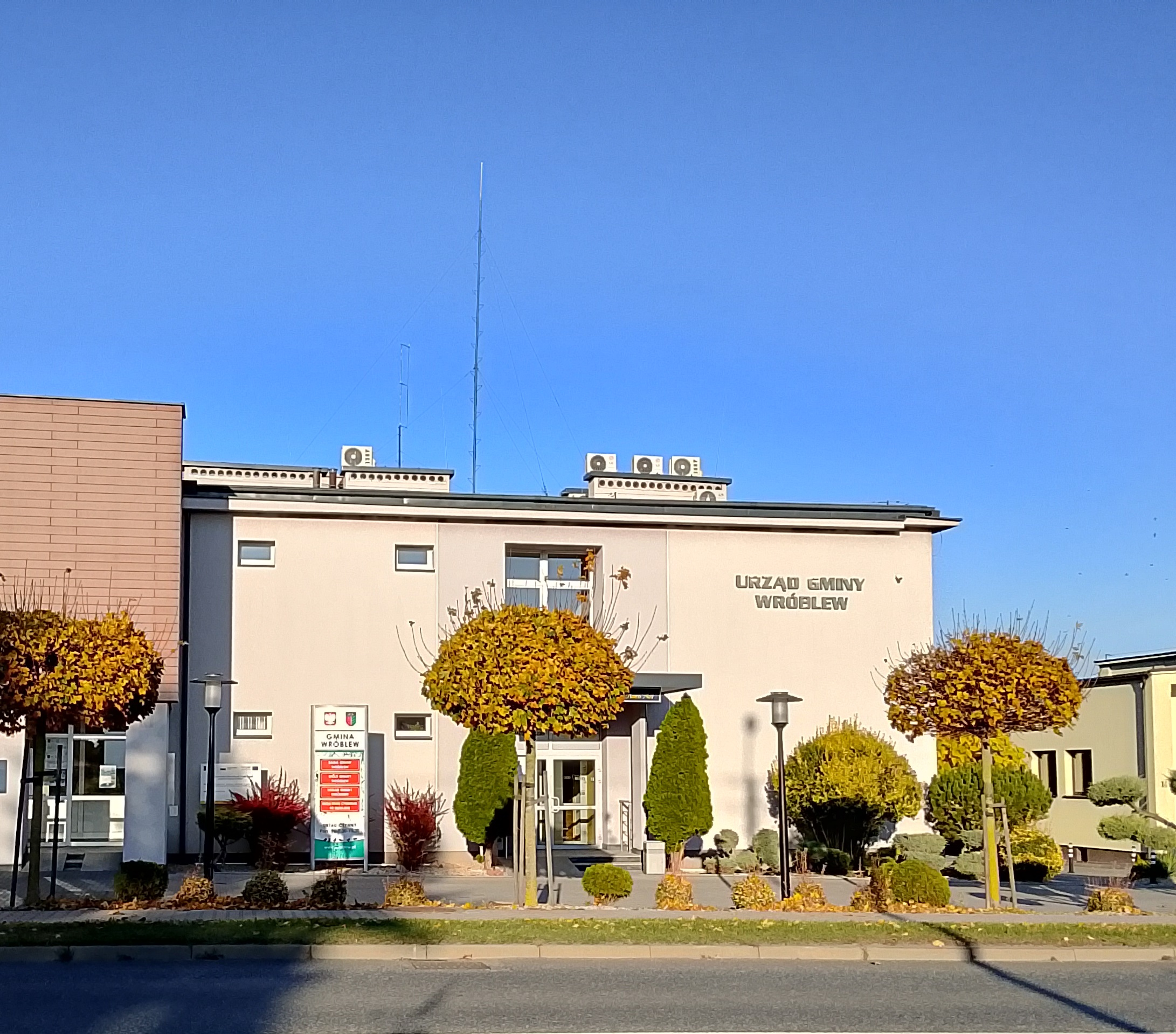
Urząd Gminy Wróblew (2024)
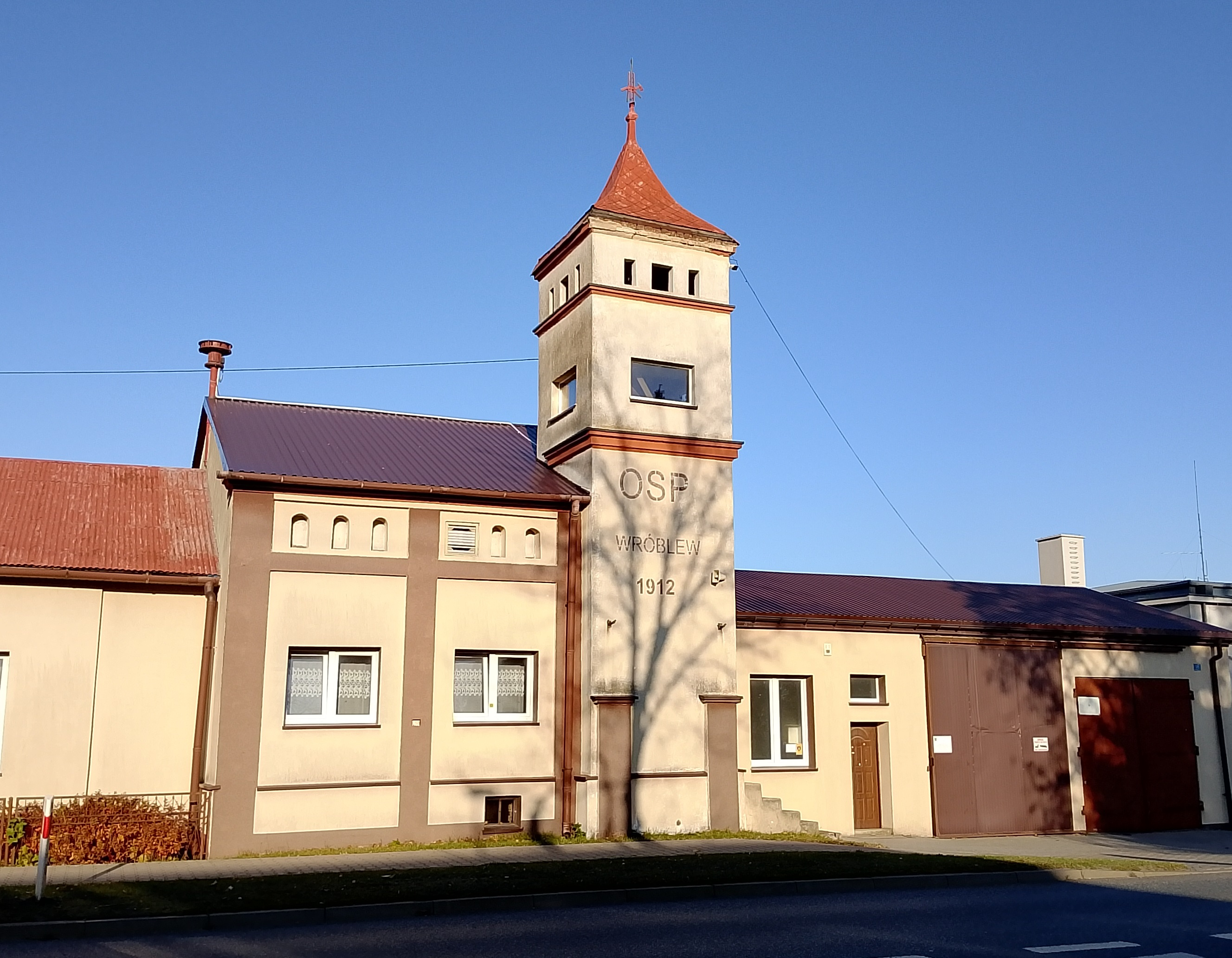
Dawna remiza strażacka we Wróblewie.
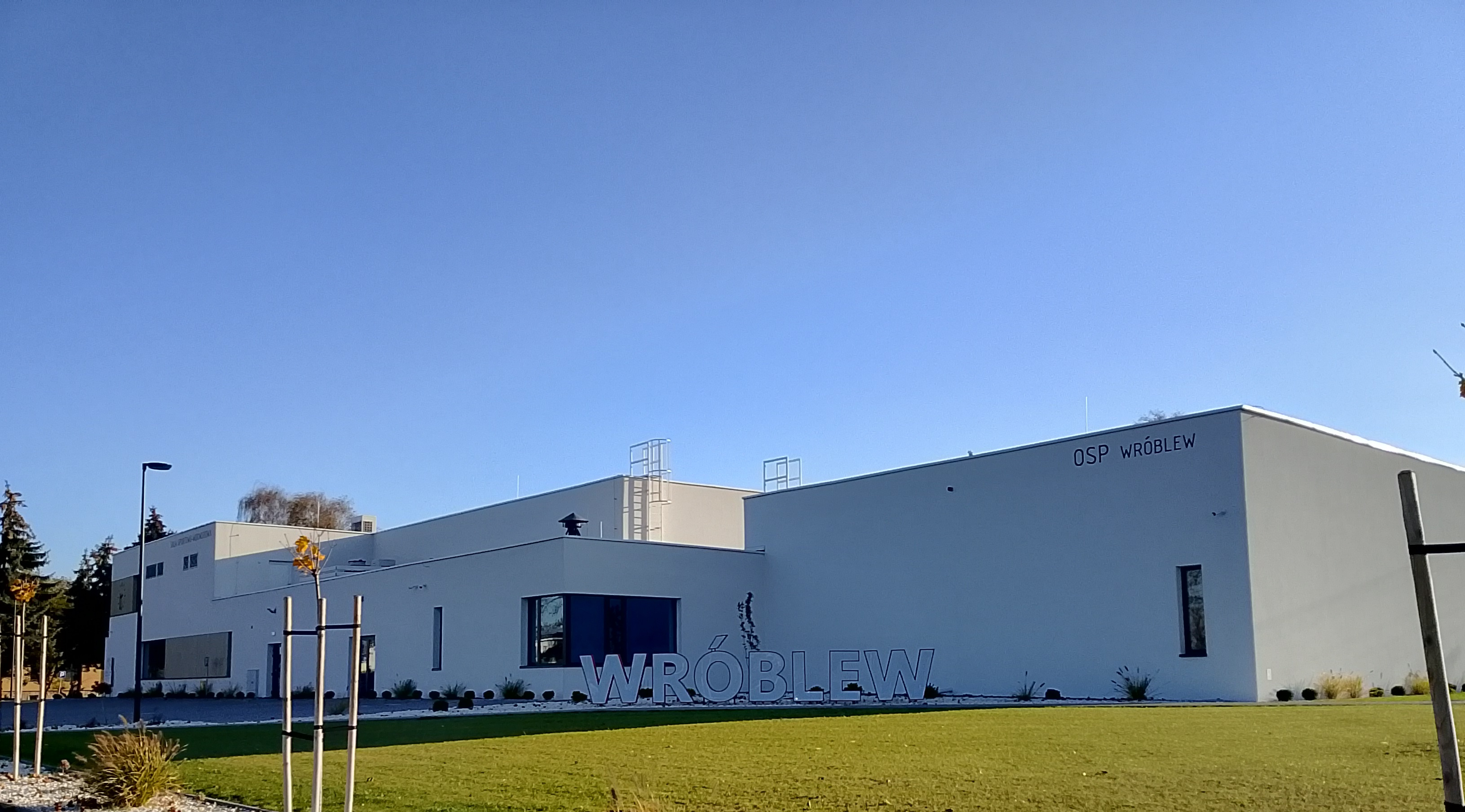
Budynek użyteczności publicznej we Wróblewie: siedziba Ochotniczej Straży Pożarnej, Gminnego Ośrodka Kultury oraz sala widowiskowo-sportowa.